# Seznam postav z Rychlých šípů
Toto je seznam významnějších postav z těch knih Jaroslava Foglara, v nichž vystupuje klub Rychlých šípů z kreslených seriálů o Rychlých šípech a ze stínadelské trilogie.

## Rychlé šípy
Členové klubu Rychlé šípy:

### Mirek Dušín
Mirek Dušín je nejstarší člen a vedoucí klubu. Je blonďatý a zpravidla chodí oblečen ve žlutém triku a hnědých šortkách. Jeho základním charakterovým rysem je výjimečný smysl pro čest a hrdost. Za každou cenu se snaží hájit pravdu, ctít přátelství, pomáhat a vytvářet výborné přátelské prostředí pro ostatní. Většina nápadů pochází z jeho hlavy, čímž přesvědčuje o svých vůdcovských schopnostech nejen chlapce v klubu. Po celou dobu se snaží působit na své přátele a být jim vzorem.
Mirek Dušín se vryl do obecného povědomí jako typ nereálně dokonalého kladného hrdiny. Často bývá parodován nebo používán jako výsměšné přirovnání.
V románu Stínadla se bouří dojde nakrátko k roztržce mezi ním a ostatními Rychlými šípy, když bez vysvětlení polevuje v klubové činnosti (nechce přiznat, že je to z důvodu napravování zhoršeného prospěchu ve škole) a vlivem záměny s jeho stínadelským dvojníkem jménem Mirek Daneš začnou ostatní pochybovat o jeho pravé tváři. Vše se ale rychle objasní a urovná.

### Jarka Metelka
Mirkův zástupce, druhý nejstarší člen. Má černé vlasy a bývá oblečen celý v modrém. Je rozvážný, přemýšlivý; ve stínadelské trilogii se projevily jeho detektivní schopnosti. Název klubu „Rychlé šípy“ byl jeho nápadem.

### Jindra Hojer
Blonďatý chlapec, obdivovaný pro svůj úpravný vzhled. Chodí v bílém triku a červených šortkách. Na rozdíl od ostatních není ve městě starousedlíkem, takže mu hoši občas vyprávějí notorické příběhy z historie města (a tím s nimi nenásilně seznámí i čtenáře). V komiksu se několikrát dostane do vážných potíží – jednou si zkazí žaludek ovocem zapitým vodou a je odvezen do nemocnice, jindy mu rodiče nakrátko zakážou členství v klubu, protože se po děsivých snech doma prořekne z nebezpečného zážitku na poslední výpravě.
Předlohou pro postavu byl člen pražské Dvojky Jindřich Hojer.

### Červenáček
Známý pro svou červenou čepičku. Je černovlasý stejně jako Jarka a mívá modré triko a červené šortky. Je z Rychlých šípů nejmladší a umí dobře kreslit. Občas se dostane do problémů pro svou přílišnou ctižádostivost a vznětlivost. V prvním díle stínadelské trilogie (Záhada hlavolamu) se vinou nedorozumění urazil na ostatní Rychlé šípy a znovu se udobřili až koncem knihy.
Inspirací byl pravděpodobně člen pražské Dvojky Václav Černý s přezdívkou Černoch.

### Rychlonožka
Druhý nejmladší, popleta, prostořeký, ale dobrosrdečný. Má tmavě zrzavé vlasy na ježka, červené triko a modré šortky. Funguje jako nejvíce komická figura, autor mnoha zlidovělých průpovídek. Několik dílů komiksu je věnováno jeho bizarním snům.

### Bublina
Bublina je skvrnitý toulavý pes, který jednou na ulici začne sledovat Rychlonožku a jde za ním až do klubovny. Hoši se ho ujmou, pojmenují ho Bublina a učiní z něj svého klubovního psa. Pes se s nimi účastní řady výprav, ale na jedné z nich (v knize Stínadla se bouří) zůstane zajat v jednom stínadelském sklepě. Vontové, kteří psa vězní, pak začnou Rychlé šípy vydírat. Klub se pokusí Bublinu ze sklepa vysvobodit, ale zjistí, že už je pozdě a pes vlivem špatného zacházení zahynul pravděpodobně na zimu a nedostatek jídla. Rychlé šípy za Bublinu drželi týden smutku.
Později Rychlé šípy dostanou od staré ženy, které pomůžou v nesnázích, jiného psa, kterého pojmenují Kuliferda.

## Citáty
... Mirek Dušín – jeden z nejušlechtilejších chlapců, kteří kdy žili. Přímý a bezelstný, pro pravdu a právo vždy zapálený, ohleduplný a přátelský k chlapcům, rytířský a dvorný k děvčatům. Lepšího kamaráda si Rychlé šípy opravdu nemohly zvolit za vedoucího. 
Jaroslav Foglar
To tedy byly Rychlé šípy. Chlapci stateční, veselí, odvážní, podnikaví, vždy se spoustou plánů. Nikdy neměli dlouhou chvíli! Nikdy je ani nenapadlo svůj klub zradit a opustit! Buď oslaveno, ty věrné a čisté přátelství těch pěti chlapců, z nichž každý sám o sobě byl docela obyčejný hoch, ale v klubu se vypracoval na vzorného. 
Jaroslav Foglar

## Bratrstvo kočičí pracky
Obskurní spolek tří hochů pochybných charakterů, hlavní záporné figury v komiksu i knihách. Jsou ze stejné čtvrti jako Rychlé šípy (Druhá Strana) a neustále se jim snaží škodit, ale jejich zlé úmysly a činy se vždy obrátí proti nim, často komickým způsobem. Svůj název zakládají na uříznuté kočičí tlapě, které přisuzují kouzelnou moc, což demonstruje jejich babskou pověrčivost. Občas ale ukážou i jistou zručnost a nápaditost, například svým signalizačním systémem barevných vlajek na střeše vysokého domu nebo odposlouchávací trubkou v klubovně Rychlých šípů.

### Dlouhé Bidlo
Zakladatel a vůdce Bratrstva. Je o dvě hlavy vyšší než ostatní. Nosí brýle, hnědé sako a pumpky a je to zbabělec. Se Štětináčem se seznámilo tak, že chtělo s jeho pomocí získat kočičí pracku, aby s ní mohlo přivolat na Rychlé šípy různá neštěstí.

### Štětináč
Štětináčovou zálibou je chov krys a myší. Stará se o ně ve svém dřevníku, kde se Bratrstvo schází. Je zpustlý a na sto honů cítit myšinou. Bydlí v čísle 13 a na chvilku byl i hlavou Bratrstva (po prohře s Rychlými šípy). V jednom příběhu ho rodiče vyhnali z domu.

### Bohouš
Bohouš je nejmladší člen Bratrstva. Je po celé Druhé Straně proslulý svou podlostí a zbabělostí, přezdívá se mu „Ostuda všech Bohoušů“. Neustále nosí kapuci a nesnáší vodu. Přestože je schopen Bratrstvo kočičí pracky kdykoli pro cokoli zradit, je v něm stále přijímán. Když se dostane do zajetí, brečí a vyhrožuje žalováním, na velkorysé zacházení ale reaguje posměchem a bez vděku.

## Další postavy

### Z komiksů
- Černí jezdci se objevují v prvních deseti příbězích. Parta Rychlých šípů se postupně vytváří pod tlakem situací, v nichž si pomáhají proti Černým jezdcům (například Jindra Hojer schoval do bedny Mirka a Jarku). Nakonec se s Černými jezdci smiřují, když vypukne na dvoře domu, kde mají Rychlé šípy klubovnu, požár a oba kluby pomáhají hasit. V dalších příbězích se Černí jezdci neobjevují. Z většiny pozdějších vydání Rychlých šípů byly dokonce díly s nimi vynechávány, až na čtyři, které popisují zakládání klubu Rychlých šípů.[5][6]
- Vlasta Sýkorová je dívka, která chlapcům vyšije klubovou vlajku. Rychlé šípy ji také ochrání před Černými jezdci. Miloš Dvorský Vlastě věnoval svou knihu Mýtus zvaný Stínadla.[7]
- Podkova je dívka, vůdkyně (převážně chlapeckého) sdružení „Podkováků“, která má za vzor Vlastu, jež kdysi vyrobila Rychlým šípům jejich první vlajku, a proto ve svém spolku zavede prakticky totožný prapor. To popudí Rychlé šípy, které Podkovu vyzvou, aby si zvolila jiný. Ona odmítne a po nebezpečné potyčce se obě strany dohodnou, že o vlajku svedou organizovanou bitvu. Ta má přesná pravidla a odehrává se papírovými míčky. Rychlé šípy nakonec vyhrají a výlučnost své vlajky uhájí. Podkova jedná korektně a s porážkou se smíří.
- Haha Bimbi, vlastním jménem Alžbětina Prknářová, je pravá ruka Podkovy. Je rázná a nenechá si nic líbit. Rychlonožka ji při boji o vlajku nazval Baba-himhi. Vyskytuje se i v knize, kde svým svědectvím pomůže Rychlým šípům dokázat, že utekly ze stínadelského uvěznění.
- Bambus je tlustý a hrubý chlapec, který chce využít toho, že je Mirek Dušín v nemocnici se zraněním z výbuchu patrony, a chce se místo něj stát vedoucím klubu Rychlých šípů. Ostatní, aby se ho zbavili, pro něj připraví vstupní zkoušku sportovní zdatnosti, kterou Bambus podle očekávání nezvládne. Později se jim chce pomstít a krátce spolupracuje s Bratrstvem kočičí pracky.
- Metráček je jiný tlustý chlapec, ale na rozdíl od Bambuse je to postava dobrosrdečná. V jednom příběhu při sáňkování nechtěně zboří Rychlým šípům iglú, jindy ho postaví v hokejovém zápase jako svého brankáře, ale pro svou nemotornost nedokáže bránit gólům a nakonec se proboří do ledu.
- Vilda Drabšík je spolužák Rychlých šípů, který se snaží zapůsobit na partu výrostků, aby byl přijat mezi ně. Neváhá proto ani demolovat rozestavěnou klubovnu jednoho dívčího klubu. Za pomoci RŠ je odhalen a napraví se. Aby odčinil, co napáchal, pomáhá klubovnu zase opravit. Později pozve Rychlé šípy k sobě domů. V činžáku ale vypukne požár a všichni se musí zachránit skokem do plachty.
- Jarda Murkač je potměšilý hoch, který nabídne Rychlým šípům, které právě přišly o klubovnu, že jim zajistí novou, když ho přijmou za člena. Rychlé šípy na to nerady přistoupí. Murkač pak ale do klubu natáhne své kamarády, kteří původní členy klubu přečíslí, a ve volbách nového předsedy Murkač zvítězí. Původní pětice se rozhodne z tohoto spolku vycouvat a tajně odnesou z nové klubovny své věci. Vše se vyřeší, když se ukáže, že chystaná prádelna v jejich staré klubovně nakonec nebude a oni se mohou vrátit.
- Tonda Pírko je sirotek, se kterým se Rychlé šípy seznámily o Vánocích, kdy jim ukradl dárky, ale nakonec je vrátil dojat jejich zpěvem. Rychlé šípy mu pomohou z jeho aktuálního příbytku v hostinci, kde je týrán a trápí se, do dětského domova, kde najde kamarády a je mnohem šťastnější. V jednom z dalších příběhů Tonda prosí RŠ o pomoc proti záhadným Nočním můrám, které o nocích terorizují jejich pokoj. Rychlé šípy odhalí, že jde o namaskované starší chovance. Později ještě Tondovu pokoji pomohou svrhnout z místa předáka zlého chlapce Macíře.
- Pátek je Jindrův spolužák jménem Velner, který se trápí špatným prospěchem a chce skočit pod vlak. Rychlé šípy mu v tom zabrání, a aby mu vrátily chuť do života, pozvou ho na svůj letní tábor. Začnou mu říkat Pátek po vzoru příběhu Robinsona Crusoe. „Pátka“ však tábor nebaví, způsobí svou leností a liknavostí několik nepříjemností a po pár dnech Rychlé šípy opustí.
- Pískloun a Tlouštík je dvojice chlapců, kterým je věnováno několik dílů komiksu o Rychlých šípech (původním záměrem byl spíše samostatný komiks, kde by se na RŠ jen odkazovalo). Pískloun je vysoký, hubený a nosí fialové oblečení, Tlouštík je malý, tlustý a oblečen v modré. Toulají se bezcílně městem a touží prožít nějaké dobrodružství. Jednou narazí na klubovnu Bratrstva kočičí pracky, kde je Bratrstvo zajme. Pak se rozdělí – Bohouš zůstává hlídat Písklouna a Dlouhé Bidlo se Štětináčem berou Tlouštíka s sebou ven. Pískloun brzy Bohouše přelstí, sváže a uteče mu, ačkoliv ví, že Tlouštík za něj bude pykat. Bohouš se pak osvobodí a vyvěsí signální vlajku Zrada. Když si toho ostatní všimnou, Tlouštík využije zmatku a uteče. Písklounovi později vyčte, že ho zradil, a rozhádají se. Klub Safírová hlava Tlouštíka dovede k Rychlým šípům, kde jim řekne co na ně Bratrstvo chystá. Rychlé šípy ho za odměnu vezmou na výpravu za hledáním trilobitů, přičemž je pronásleduje Bratrstvo i Pískloun. Ten však ve skalním terénu spadne a zlomí si nohu. Zatímco Bratrstvo ho nechá osudu a uteče, Rychlé šípy mu pomohou do nemocnice. Tlouštík se pak s Písklounem usmíří.
- Tyčka, Bago a Strašoun jsou učedníci v zámečnické dílně, kam Rychlonožka nastupuje do učení. Vystupují v několika navazujících dílech komiksu. Rychlonožka náhodou zjistí, že trojice v dílně krade součástky, z nichž chce postavit Tleskačovo létající kolo(které patřilo Rychlonožkovi).Když ho skutečně vyrobí a jdou ho za město vyzkoušet, Rychlé šípy je stopují. Los o první pilotáž padne na Strašouna. Když se chystá vzlétnout, Rychlé šípy vyběhnou z úkrytu a chtějí ho zastavit, aby zabránily nehodě. Strašoun přesto vzlétne, ale po chvilce spadne. Kolo se rozbije a Strašoun je zraněn na ruce. Rychlé šípy mu pomohou do nemocnice a trojice se umoudří a přestane Rychlonožku v dílně šikanovat.
- Kondoři, Ostrované, Potápníci jsou chlapecké spolky a kluby, s nimiž se Rychlé šípy setkávají na svých letních táborech a různě s nimi zápolí.
- Zelené Vesty jsou parta mladých trampů, kteří kouří, toulají se a jsou špatným vzorem pro spolužáky Rychlých šípů. Objevují se i v románu Dobrodružství v Zemi nikoho.
- Maxmilián Dráp byl vášnivý filatelista, který asi 8. září 1901 zemřel poté, co omylem spálil obálku s Modrým Mauriciem. Soudě podle dvou posledních zachovaných dopisů si buď sám vzal život („odcházím dobrovolně z tohoto světa“) nebo se utrápil žalem („žal zničil můj život, cítím, že umírám“). Rychlé šípy jeho tělo nalezly asi po třiceti letech v komoře na půdě. Podle Drápovy poslední vůle jim po zaplacení pohřbu připadlo za prodané známky sto šedesát korun, za které pak postavily šlapohyb.

Maxmilián Dráp se krátce objevuje také v románu Sestra Jáchyma Topola ve scéně, která paroduje situaci ze zmíněného příběhu Rychlých šípů. Hlavní hrdina Potok se tak na opuštěné půdě starého domu setkává s nebezpečnou partou pěti výrostků, vedenou Miranem, „blonďákem s teploušskými pohyby“. Je též zmíněn v první sloce písně „Kalamity Jane“ z alba Dole v dole (2003) rockové skupiny Kabát. V roce 2024 vydal Pavel Horna detektivku Život a smrt Maxmiliána Drápa, ve které Rychlé šípy zjišťují, že to se smrtí Maxmiliána Drápa bylo možná trochu jinak.

### Ze stínadelské trilogie

#### Tonda Plíhal
Vedoucí party ze Dvorců, která ustavičně soupeří s Rychlými šípy a vydává konkurenční časopis Sběrač. Obvykle je s ním spřaženo Bratrstvo kočičí pracky. Byl to on, kdo na začátku stínadelské trilogie nakreslil na ohradu ježka v kleci a odstartoval tak běh událostí (původně tím chtěl poštvat Vonty proti Rychlým šípům, fingovaný podpis RŠ však nestihl připsat).

#### Vojtěch Vont
Zakladatel stínadelské chlapecké organizace, nazvané po něm „vontskou“. V příbězích se objevuje jen nepřímo, když se na něj vzpomíná (nejpodrobněji v knize Stínadla se bouří).

#### Jan Tleskač
Jan Tleskač byl stínadelský sirotek, který se učil zámečníkem. Zemřel pádem ze zvonice sv. Jakuba ve Stínadlech a zůstal po něm plán létajícího kola, ukrytý uvnitř ježka v kleci. V knize se naznačuje, že Tleskačův smrtelný pád možná zavinil jeho mistr, tajemný Em.
Datace v Tleskačově deníku umožňuje situovat jeho smrt do roku 1905 nebo 1911 (dřívější nebo pozdější léta by obtížně korespondovala s běžně přijímaným zasazením děje stínadelské trilogie do druhé poloviny 30. let). (Jaroslav Velinský ve svém foglarovském „apokryfu“ Poslední tajemství Jana T. nicméně operuje s rokem 1913.)

#### Em
Označení „Em“ používá Jan Tleskač ve svém deníku pro svého zámečnického mistra. Ten je, jak se v závěru Záhady hlavolamu ukáže, otcem Mažňáka, jednoho ze dvou kandidátů na funkci Velkého Vonta. Em chtěl zjistit, na čem Tleskač pracuje ve své dílně, Tleskač však měl plánek létajícího kola schovaný v hlavolamu zvaném ježek v kleci. Em pravděpodobně zavinil Tleskačovu smrt, když jej při potyčce na zvonici v afektu shodil přes zábradlí. Později se snažil získat ježka v kleci prostřednictvím svého syna Štěpána Mažňáka, který se ucházel o funkci Velkého Vonta. Klání o titul Velkého Vonta však vyhrál Losna, Em mu hlavolam vytrhl z ruky a poté na útěku spadl do hluboké stoky, kde ježek v kleci mizí. Samotný Em-Mažňák byl zachráněn, ale nalokal se jedovaté vody, onemocněl a brzy zemřel.

#### Štěpán Mažňák
Emův syn a soupeř Otakara Losny v boji o titul Velkého Vonta v Záhadě hlavolamu. Je hrubý a agresivní. Kupuje si v kampani přízeň Vontů, dotován svým otcem, který se snaží, aby se ježek v kleci, insignie Velkého Vonta, dostal do jeho rukou. V románu Stínadla se bouří je Mažňák tajnou hlavou skupiny Uctívačů Ginga a prahne po pomstě Mirkovi, kterého viní ze smrti svého otce.

#### Otakar Losna
Čestný, slušný a mírumilovný Vont; vystupuje ve všech dílech trilogie. V Záhadě hlavolamu je soupeřem Mažňáka v boji o Velké Vontství. Rychlé šípy ho jednou osvobodí ze spárů mažňákovců a naučí ho vyndavat ježka z klece za podmínky, že jim hlavolam (až se stane Velkým Vontem) půjčí. Hlavolam je však bezprostředně po Losnově zvolení ztracen v bahnu stoky. V knize Stínadla se bouří je členem sdružení Žlutý květ a zprvu jediným přítelem Rychlých šípů ve Stínadlech. Snaží se, aby se Velkým Vontem stal Vláďa Dratuš, což se nakonec podaří, a ve Stínadlech opět zavládne jednota. V knize Tajemství Velkého Vonta pomáhá Losna Rychlým šípům zjistit, co bylo ve vzkazu, který dal číst Vláďovi tajemný cizinec. Na konci knihy se sám stává Velkým Vontem.

#### Široko
Též Širokko, tajemná postava, která se zjevuje ve Stínadlech s ježkem v kleci. Spolu s Emilem Hačiříkem a dalšími dvěma chlapci se mu podařilo vylovit hlavolam z bezedného bahna a kalu podzemní stoky. Hledá vhodného nástupce, kterému by svěřil ježka v kleci, aby se stal Velkým Vontem. Zároveň nechce, aby někdo věděl, že Široko je předminulý Velký Vont (jménem Karel Nekola), z toho důvodu nosí černou pelerínu a bílou masku na obličeji. To samozřejmě dráždí Vonty (Uctívači ginga), kteří chtějí hlavolam získat pro vůdce své skupiny. Široka však nikdo nedokáže polapit. Nakonec dá ježka v kleci Rychlým šípům, které mu pomohou, když je zraněn po pádu ze střechy. Objevuje se i v pokračování Poslední tajemství Jana T. od Jaroslava Velinského, kde často pomáhá Losnovi.

#### Vláďa Dratuš
Vláďa Dratuš se poprvé objevuje v románu Stínadla se bouří. Je několik let slepý a chystá se podstoupit operaci. Ta se podaří a Vláďa znovu vidí. Už předtím byl ale vedoucím skupiny Žlutý květ, ve které je i Otakar Losna. S pomocí Rychlých šípů se stane Velkým Vontem a zavede ve Stínadlech pořádek. O půl roku později (kniha Tajemství Velkého Vonta) Vláďu začne vydírat tajemný cizinec. Chce ježka v kleci výměnou za podivný papír, jehož obsah nikdo nezná. Rychlé šípy Vláďovi pomohou z těžké situace. Nechtěně zjistí, co bylo napsáno na tom podivném vzkazu. Vláďa se poté vzdává titulu Velkého Vonta a své místo přepouští Losnovi.

#### Další postavy
- Vít Dabinel je vůdce jedné z větších vontských skupin, který ve druhém i třetím díle stínadelské trilogie usiluje o Velké Vontství. V Tajemství Velkého Vonta se pokusí za pomoci party Tondy Plíhala a Bratrstva kočičí pracky zničit konkurenční Uctívače Ginga tím, že dá skácet jejich posvátný strom „gingo“ (ginkgo). Rychlé šípy tento plán překazí.
- Mirek Daneš je téměř dokonalý fyzický dvojník Mirka Dušína, který vede jednu z vontských part ve druhém díle trilogie. Jejich podoba způsobí řadu nedorozumění a přispěje i ke krátkému rozkolu mezi samotnými Rychlými šípy. Daneš drží ve sklepě jejich psa Bublinu a zaviní tak jeho smrt.
- Robert Komour je vůdce jedné stínadelské party z předvontské doby. Při jedné z bitek je zasažen kamenem do hlavy a umírá. Nad jeho hrobem se ostatní stínadelští hoši usmíří a založí vontskou organizaci.
- Venda Rejholec je člen Uctívačů Ginga, jedné z hlavních vontských part. V Tajemství Velkého Vonta dělá prostředníka Cizinci při jeho vydírání Vládi Dratuše.
- Cizinec je starší chlapec neznámého jména, který utekl z polepšovny a skrývá se ve Stínadlech na Kocouřím hrádku. Tam náhodou nalezne dopis, který usvědčuje otce Vládi Dratuše, že jako kluk způsobil smrt svého kamaráda Karla Dymoráka, a Vláďu pak prostřednictvím Vendy Rejholce vydírá. Jeho cílem je dostat ježka v kleci, kterého chce začít sériově vyrábět. Rychlé šípy ho ale nakonec vidí v lepším světle než intrikána Rejholce a poradí mu, aby se vrátil do ústavu a zkusil začít lepší život.
- Jirka Rymáň je Druhostraník, jehož únos Vonty do Stínadel odstartuje události druhého dílu trilogie. Rychlé šípy ho osvobodí a on se jim z vděčnosti začne starat o distribuci jejich časopisu TAM-TAM. Objevuje se i ve třetím díle.
- Amazonky jsou stínadelský dívčí spolek, který ve třetím díle spolupracuje s Rejholcem a nosí Cizinci jídlo. Jsou divoké, neuznávají vontské zřízení a jejich motivy jsou nejasné. Rychlé šípy v jedné potyčce s nimi utrpí pokořující porážku. Objevují se i v pokračování Poslední tajemství Jana T. od Jaroslava Velinského, kde jsou však na straně RŠ.
- Tonča Sedlářová je děvče ze sousedství Jindry Hojera, podobného věku. Epizodně se objevuje v Tajemství Velkého Vonta, kdy svým svědectvím Rychlým šípům pomůže. Patří k významným postavám v Posledním tajemství Jana T.